# Pietro Arcari
Pietro Arcari (Casalpusterlengo, 1909. december 2. – Cremona, 1988. február 8.) világbajnok olasz labdarúgó, csatár, edző. A sportsajtóban Arcari III néven ismert.
Két bátyja  Carlo Arcari (Arcari I) és Angelo Arcari (Arcari II) továbbá öccse Bruno Arcari (Arcari IV) szintén labdarúgók.

## Pályafutása

### Klubcsapatban
1927-ben a Codogno csapatában kezdte a labdarúgást. 1930 és 1936 között az AC Milan, 1936 és 1939 között a Genoa, 1939 és 1942 között a Cremonese, 1942–43-ban a Napoli labdarúgója volt. 1944-ben egy rövid ideig a  Vastese csapatában szerepelt. A második világháború után egy idényre még visszatért anyaegyesületéhez a Codogno csapatához, majd visszavonult az aktív labdarúgástól.

### A válogatottban
Tagja volt az 1934-es világbajnoki címet nyert az olasz csapatnak, de pályára nem lépett és a válogatottban sem mutatkozott be soha.

### Edzőként
1947 és 1949 között korábbi klubja, a Codogno vezetőedzője volt.

## Sikerei, díjai
Olaszország
- Világbajnokság
  - világbajnok: 1934, Olaszország

 Genoa
- Olasz kupa (Coppa Italia)
  - győztes: 1936